# Stazione di Zambra
Stazione di Zambra vasútállomás Olaszországban, Sesto Fiorentino településen.

## Vasútvonalak
Az állomást az alábbi vasútvonalak érintik:
- Bologna–Firenze-vasútvonal

## Kapcsolódó állomások
A vasútállomáshoz az alábbi állomások vannak a legközelebb:
- Stazione di Sesto Fiorentino (Stazione di Bologna Centrale, Bologna–Firenze-vasútvonal)
- Stazione di Firenze Castello